# Polynema clotho
Polynema clotho är en stekelart som först beskrevs av Debauche 1949.  Polynema clotho ingår i släktet Polynema och familjen dvärgsteklar. Inga underarter finns listade i Catalogue of Life.